# Gonzalo Arango
Gonzalo Arango (* 18. Januar 1931 in Andes, Antioquia; † 25. September 1976 in Tocancipá, Cundinamarca) war ein kolumbianischer Schriftsteller und Begründer des Nadaismus.
Arango stammt aus einer wohlsituierten Beamtenfamilie. Er studierte drei Semester Rechtswissenschaften an der Universidad de Antioquia, brach dann aber das Studium ohne Abschluss ab. Viele seiner Werke verfasste Arango unter dem Pseudonym „Gonzaloarango“.
1957 gründete er zusammen mit einigen Freunden und Gleichgesinnten (Darío Lemos, Humberto Navarro, Mario Arbelaéz u. a.) in Medellín die Nadaismus-Bewegung (Nadaísmo) und im darauffolgenden Jahr veröffentlichte er dazu sein „Manifiesto nadaísta“. Beeinflusst wurde er u. a. vom Surrealismus, dem französischen Existenzialismus und der US-amerikanischen Beat Generation.
Im Brotberuf arbeitete Arango viele Jahre als Bibliothekar an der Universität von Medellín und wurde dort auch für einige Zeit mit einem Lehrauftrag für Literatur betraut.
1963 schloss Arango für sich mit dem Nadaísmo ab; er veröffentlichte dazu sein elegisches Gedicht „Adiós al nadaísmo“.
Mit noch nicht 45 Jahren starb Gonzalo Arango am 25. September 1976 in Tocancipá und fand dort auch seine letzte Ruhestätte.

## Werke (Auswahl)
Erzählungen
- El oso y el colibri. 1968.
- Sexo y saxofón. 1963.

Essays
- Prosas leer en la silla eléctrica. 1972.
- Providencia. 1972.

Lyrik
- Obra negra. Editorial Lohlé, Buenos Aires 1974 (Cuadernos latinoamericanos; 13).

Theaterstücke
- Nada bajo el cielo raso y HK 111. 1960.
- La consagración de la nada y Los ratones van al infierno. 1964.